# Гильденгофы
Гильденгофы (швед. Gyldenhoff) — дворянский род.
Бальтазар Тиль (sv:Balthasar Gyldenhoff; 1626—1689), уроженец города Халле в Саксонии находился в шведской службе кригс-каммериром в военной коллегии и капитаном замка Вадстена, принадлежавшего вдовствующей королеве Гедвиге Элеоноре, регентше Швеции в малолетство короля Карла XI. Регентша возвела Тиля 13 октября 1662 года в дворянское достоинство под именем Гилленхофа. Он был впоследствии советником военной коллегии, ландсгауптманном Вестманланда и возведен был Карлом XI 24 декабря 1687 года в баронское достоинство Шведского Королевства.

## Описание герба
по Долгорукову
Щит расчетверён на лазурь и серебро. В лазури две реки, диагонально текущие справа налево и между ними две золотых горящих гранаты. В серебре по две огнедышащих горы. Посреди герба щиток с гербом, дарованным Гильденгофу при возведении его в дворянское достоинство в 1662 году: щиток расчетверён на лазурь и золото. В лазури пять золотых пятиугольных звёзд, расположенных в виде креста. В золоте три диагонально протекающих реки.
На щите баронская корона, и на ней два шлема. Из правого шлема выходит вправо обращённый лев, держащий горящую гранату; на левом шлеме павлиний хвост. Намёт голубой, подложенный золотом.